# Rutland Halloween Parade
Rutland Halloween Parade
in Batman #237 (1971)
(Storyline von Denny O’Neil, Zeichnungen von Neal Adams, koloriert von Dick Giordano, Lettering von John Costanza)

(Bitte Urheberrechte beachten)
Die Rutland Halloween Parade ist eine alljährliche Parade in der City von Rutland, Vermont, und findet regelmäßig seit 1959 zu Halloween statt. Die Parade ist thematisch auf Superhelden ausgerichtet und wurde bereits von dieser Thematik her mehrfach in Comics aufgenommen. Der örtlichen Verwaltung zufolge ist sie eine der größten Halloween-Paraden der Vereinigten Staaten. Sie findet unter anderem auf der Merchant’s Row statt, einer Straße mit restaurierten Gebäuden, die auf die Mitte des 19. Jahrhunderts datiert werden. 108 dieser innerstädtischen Gebäude sind im National Register of Historic Places gelistet.

## Geschichte

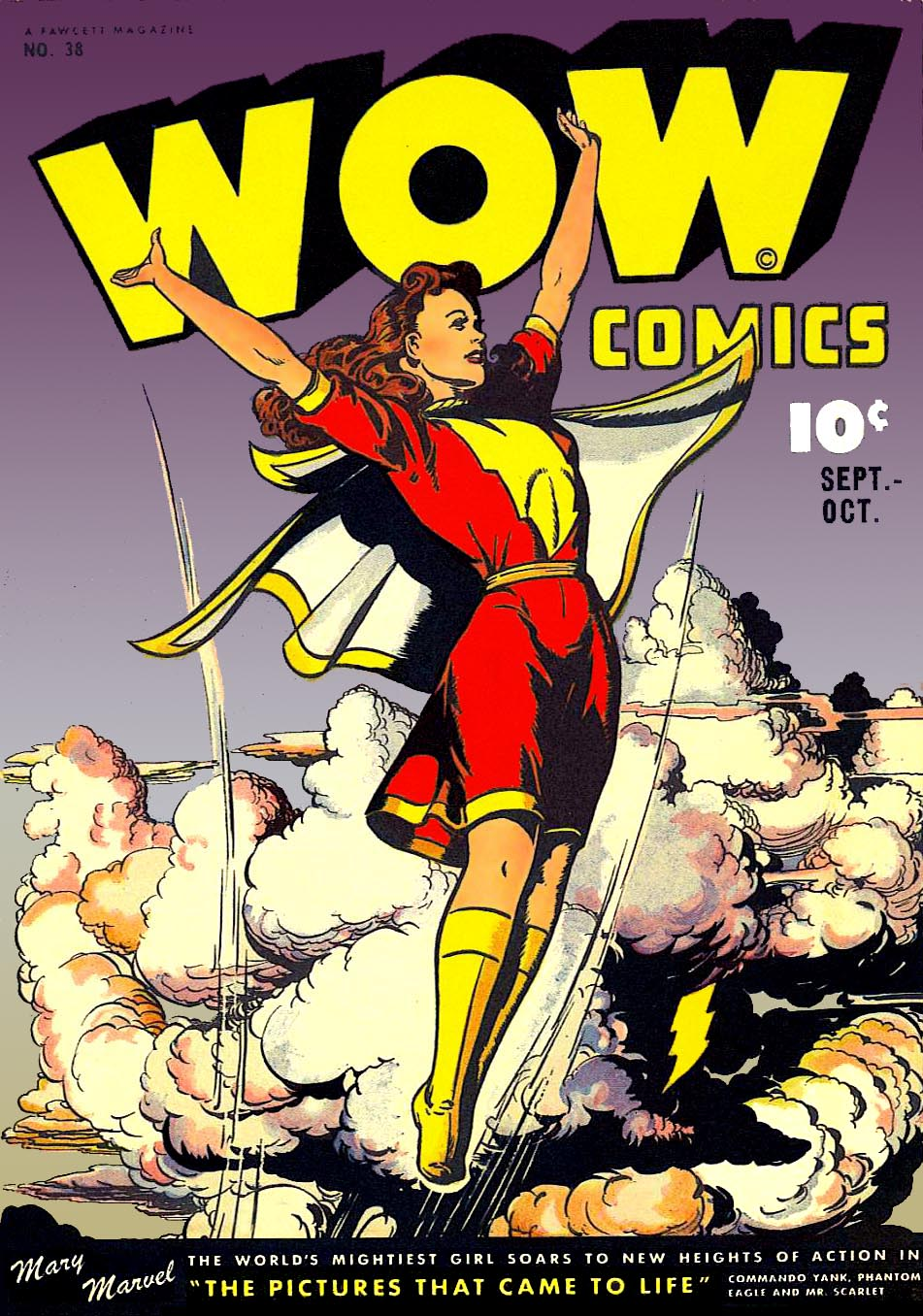
Mary Marvel auf dem Cover von Wow Comic #38

Tom Fagan, ein örtlicher Schriftsteller und Comic-Fan, war an der frühen Entwicklung der Parade und der thematischen Ausrichtung auf die Superhelden maßgeblich beteiligt. Mit Briefen und Texten an die Comic-Verlage DC Comics und Marvel Comics sowie an Comic-Autoren und -Zeichner förderte er die Veröffentlichung der Parade als Kulisse in mehreren Ausgaben von DC Comics und Marvel Comics, wie zum Beispiel in den Detective Comics #327, herausgegeben im Mai 1964 und Die Rächer #88, herausgegeben im Mai 1971.
Laut einem 2006 erschienenen Artikel im Boston Globe machten im Jahr 1965 die Comic-Figuren Joker, Plastic Man und Doctor Strange die Straßen von Rutland, zusammen mit Batman (vermutlich von Fagan selbst dargestellt; aber wie Bruce Wayne, der Mann hinter der Maske des dunklen Ritters, gab er seine Identität auch nicht preis) unsicher. Weitere Comic-Helden nahmen in den folgenden Jahren an der Parade teil.
Laut einem im Jahr 2008 erschienene Nachruf auf Fagan im Comics Buyer’s Guide:

“5,000 spectators watched the 11th annual parade in 1970, with marchers who included the Black Panther, Scarlet Witch, Black Widow, Medusa, Wasp, Quicksilver, Vision, Captain America, and Havok. Riding on a float were Thor and Sif, along with the Norn Queen. The Red Skull hitched a ride on the float for no known thematic reason.... Also present were Nighthawk, Batman, and Captain Marvel — and probably a few other DC heroes that Fagan was discreet enough not to mention. The parade kicked off, he noted, with the familiar cry of ‘Avengers Assemble!’ and ended on the same note.”

„5000 Besucher sahen sich die 11. jährlich stattfindende Parade im Jahr 1970 an, bei der unter anderem Black Panther, Scarlet Witch, Black Widow, Medusa, Wasp, Quicksilver, Vision, Captain America und Havok mitmarschierten. Auf einem Umzugswagen befanden sich Thor und Sif, gemeinsam mit der Norn Queen. Der Red Skull versuchte, ebenfalls auf diesen Umzugswagen zu gelangen. Dies ohne einen besonderen thematischen Grund. [...] Ebenfalls dabei waren Nighthawk, Batman und Captain Marvel — und vermutlich einige weitere DC Superhelden, bei denen Fagan diskret genug war, diese nicht zu benennen. Er erwähnte, dass die Parade mit dem bekannten Ruf ‚Avengers Assemble!‘ gestartet und ebenso beendet wurde.“

Ein Bericht aus dem Jahr 2006 im Boston Globe erläutert, dass Fagan mit vielen Comic-Autoren und Künstlern, von denen die meisten aus New York stammten, Kontakt hatte. Fagan überredete einige von ihnen zur Teilnahme an der Rutland Halloween Parade in Kostümen der Comicfiguren. Viele Autoren waren als Gäste in Fagans 24-Zimmer-Villa außerhalb von Rutland untergebracht, die später zum Antique Mansion Bed & Breakfast, einer Unterkunft mit Halbpension, umfunktioniert wurde. Neben der Parade waren die Partys am Abend nach der Parade beliebt und ein Anziehungspunkt. Zu den bekannten Comic-Autoren, die über die Jahre an der Parade teilgenommen haben, zählen Steve Englehart, Gerry Conway, Marv Wolfman, Bernie Wrightson, Dennis O’Neil, Roy Thomas, Alan Weiss, Richard und Wendy Pini, Dave Cockrum und Len Wein.

### Die Zeit nach Fagan
Ab Mitte der 2000er Jahre war Fagan nicht länger direkt an der Planung der Parade beteiligt. Die Veranstaltung wurde dennoch fortgesetzt und Fagan nahm in den Jahren 2006 und 2007 als Gast teil und saß bei den Preisrichtern. Fagan hatte geplant, auch die Parade im Jahr 2008 zu besuchen, starb aber am 21. Oktober des Jahres. Ein Artikel über Fagan im Rutland Herald erklärte: „Ohne Tom gäbe es keine Halloween-Parade in Rutland. […] Das ist sein Vermächtnis.“
Die Parade feierte im Jahr 2009 ihren 50. Geburtstag.

## Auftritte in Comics
In den 1970er Jahren erreichte die Rutland Halloween Parade große Bekanntheit, als sie als Schauplatz vieler Superhelden-Geschichten in Comics der rivalisierenden Verlage DC und Marvel Comics verwendet wurde. Tom Fagan war selbst als Charakter in einer Reihe dieser Geschichten beteiligt. In der Regel wurde er als eine Bekanntschaft der Titelfiguren vorgestellt.
Aufgrund der Art einer Parade mit verkleideten Teilnehmern, begegneten sich die Helden der Marvel Comics und der DC Comics auf der Parade. Dies waren die ersten inoffiziellen Begegnungen der Superhelden der verschiedenen Verlage. Diese Begegnungen fanden sich in den Veröffentlichungen der Verlage wieder. Sorgfältig wurden die Charaktere beider Verlage eingesetzt und Fagan, der im realen Leben in der Regel als Gastgeber der Parade verkleidet als Batman auftrat, wurde dann in den von Marvel veröffentlichten Rutland Halloween Geschichten zu Nighthawk.
Im Herbst 1972 arbeiteten die Autoren Steve Englehart, Gerry Conway und Len Wein gemeinsam an einer losen dreiteiligen Geschichte, die Titel beider Unternehmen überspannte. Jeder Comic von Englehart, Conway und Wein, sowie Weins erster Frau Glynis Wein, beinhaltete Interaktionen zwischen Fagan und den Schurken oder Helden der Marvel oder DC Comics. Seinen Anfang hatte es mit den „Amazing Adventures“ #16 von Englehart, mit Zeichnungen von Bob Brown und Frank McLaughlin in den Beast Comics. Beast gelangt zusammen mit Englehart, der die Weins und Conway nach Rutland fährt, ebenfalls nach Rutland. Die Geschichte endet nach Juggernauts Versuchen, Engleharts Auto zu stehlen. Fortgesetzt wird die Geschichte in „Justice League of America“ #103, von Wein, Dick Dillin und Dick Giordano, als Batman und andere die Parade stören, beim Versuch Felix Faust zu fassen. Faust stiehlt dann wirklich Engleharts Auto, wird aber von der Polizei aufgehalten. Im dritten Teil dieser inoffiziellen Zusammenarbeit „Thor“ #207 von Conway, John Buscema und Vince Colletta, besuchen die drei Comic-Autoren und die Frau von Wein Fagan erneut und wieder wird Engleharts Auto gestohlen. Diesmal von unsichtbaren und nicht erwähnten Schurken des DC Felix Faust wie in JLA #103, gezeigt.
In dem Frageteil des Comics What If? #22 vom August 1980 fragt ein Leser: „Does Rutland, Vermont, annually become a nexus of realities similar to that existing in the swamp near Citrusville, Florida?“ (Dt.: Gibt es in Rutland, Vermont eine jährliche Verknüpfung der Realitäten, ähnlich wie sie in den Sümpfen in der Nähe von Citrusville, Florida existieren?). Der Marvel Autor Mark Grunewald schreibt als Watcher: „While the nexus in Citrusville is a natural aperture, the nexus near Rutland is an artificial one that fluctuates in size and accessibility. For reasons that I have not investigated, it has not been opened in recent years.“ (Dt.: Während die Verknüpfung der Realitäten in Citrusville eine natürliche Öffnung ist, ist die in der Nähe von Rutland eine künstliche, die in ihrer Größe und Zugänglichkeit nicht stabil ist. Aus Gründen, die ich nicht untersucht habe, wurde sie in den letzten Jahren nicht geöffnet.)
Im Jahr 1986 erschien die Parade erneut bei WaRP Graphics in „Thunderbunny“ #5. Die Stadt Rutland wurde in DCs Animal Man #50 1992 dargestellt, jedoch nicht die Halloween Parade. Zuletzt wurde die Parade in „Generation X“ #22 im Jahr 1996 und in „Superboy und die Ravers“ #16 im Jahr 1997 aus DC Comics erwähnt.

### Chronologische Liste der Auftritte
bitte beachten: Nicht alle Veröffentlichungen beziehen sich auf die Halloween Parade. Einige beziehen sich auf Tom Fagan und andere auf die City von Rutland.
- Avengers #83 – „Come On In, The Revolution’s Fine!“ von Roy Thomas, John Buscema und Tom Palmer (Marvel, Dezember 1970)
- Batman #237 – „Night of the Reaper!“ von Dennis O’Neil, Neal Adams und Dick Giordano (DC, Dezember 1971)
- Marvel Feature #2 – „Nightmare on Bald Mountain!“ von Roy Thomas, Ross Andru und Sal Buscema (Marvel, März 1972)
- The Mighty Thor #206 – „Rebirth!“ von Gerry Conway, John Buscema, and Vince Colletta (Marvel, Dezember 1972)
- Justice League of America #103 – „A Stranger Walks among Us!“ von Len Wein, Dick Dillin und Dick Giordano (DC, Dezember 1972)
- Amazing Adventures #16 – „… And the Juggernaut Will Get You … If You Don’t Watch Out!“ von Steve Englehart, Marie Severin, Bob Brown und Frank McLaughlin (Marvel, Januar 1973)
- The Mighty Thor #207 – „Firesword!“ von Gerry Conway, John Buscema und Vince Colletta (Marvel, Januar 1973)
- Avengers #119 – „Night of The Collector“, von Steve Englehart, Bob Brown und Don Heck (Marvel, Januar 1974)
- The Mighty Thor #232 – „Lo, the Raging Battle!“ von Gerry Conway, John Buscema, Dick Giordano und Terry Austin (Marvel, Februar 1975)
- Doctor Spektor #18 – „Masque Macabre“, von Don Glut und Jesse Santos (Gold Key, Dezember 1975)
- Freedom Fighters #6 – „Witching Hour for the Warrior Wizards!“ von Bob Rozakis, Ramona Fradon und Bob Smith (DC, Januar/Februar 1977)
- Justice League of America #145 – „The Carnival of Souls!“ von Steve Englehart, Dick Dillin und Frank McLaughlin (DC, August 1977)
- DC Super Stars #18 – „The Gargoyles“, von Martin Pasko, Romeo Tanghal und Dick Giordano (DC, Januar/Februar 1978)
- Ghosts #95 – „All the Stage Is a Haunt,“ von Paul Kupperberg, Michael R. Adams und Tex Blaisdell (DC, Dezember 1980)
- Defenders #100 – von Jean Marc DeMatteis, Don Perlin und Joe Sinnott (Marvel, Oktober 1981)
- Thunderbunny #5 „Moonlight Miss,“ von Martin L. Greim und Brian Buniak (WaRP Graphics, Februar 1986)
- Animal Man #50 – „Journal of a Plague Year,“ von Tom Veitch and Steve Dillon (DC, August 1992)
- Generation X #22 – „All Hallows Eve“, von Scott Lobdell, Chris Bachalo, Al Vey und Scott Hanna (Marvel, Dezember 1996)
- Superboy and the Ravers #16 – „Half-Life of the Party“, von Steve Mattsson, Karl Kesel, Josh Hood und Dan Davis (DC, Dezember 1997)